# Roc’h en Aud
Der Dolmen Roc’h en Aud (auch Dolmen de Roc-en-Aud oder Dolmen du Roch genannt) liegt zwischen den Häusern von Saint-Pierre-Quiberon im Département Morbihan in der Bretagne in Frankreich. Dolmen ist in Frankreich der Oberbegriff für neolithische Megalithanlagen aller Art (siehe: Französische Nomenklatur).
Der merkwürdig gebaute Dolmen hat eine quadratische Kammer von etwa 4,0 × 4,0 m mit dem Zugang in der Mitte der Ostseite. Auf den unteren Tragsteinen (drei pro Seite) liegt ein unregelmäßiger, überhängender Kreis aus großen Decksteinen, die jedoch die Kammermitte offen lassen, die eine Kraggewölbedecke besessen zu haben scheint, die nicht erhalten ist. Eine Platte ist mit zahlreichen Schälchen dekoriert. Auf einer anderen befindet sich eine einzelne Schale.

Roc’h en Aud
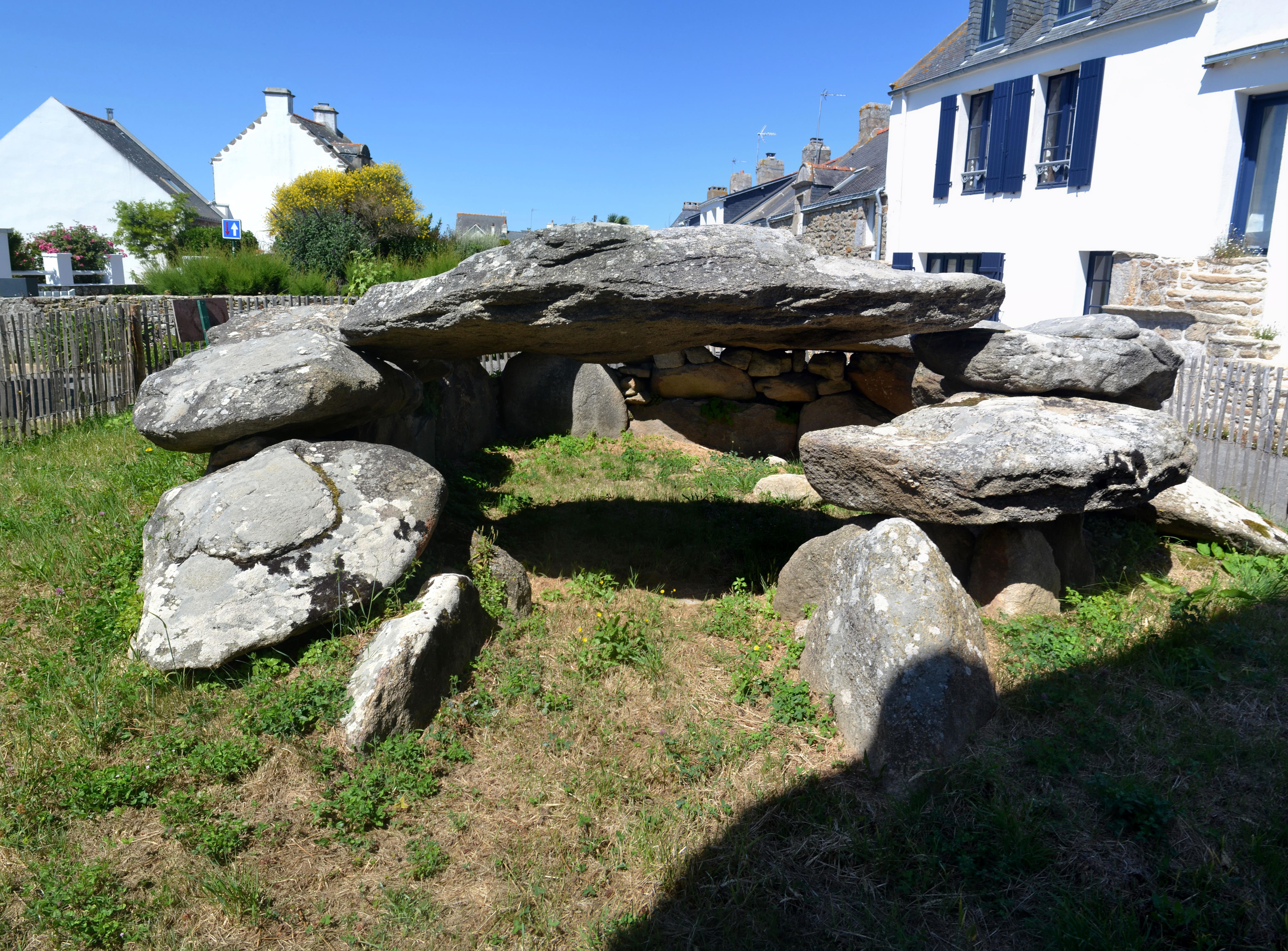
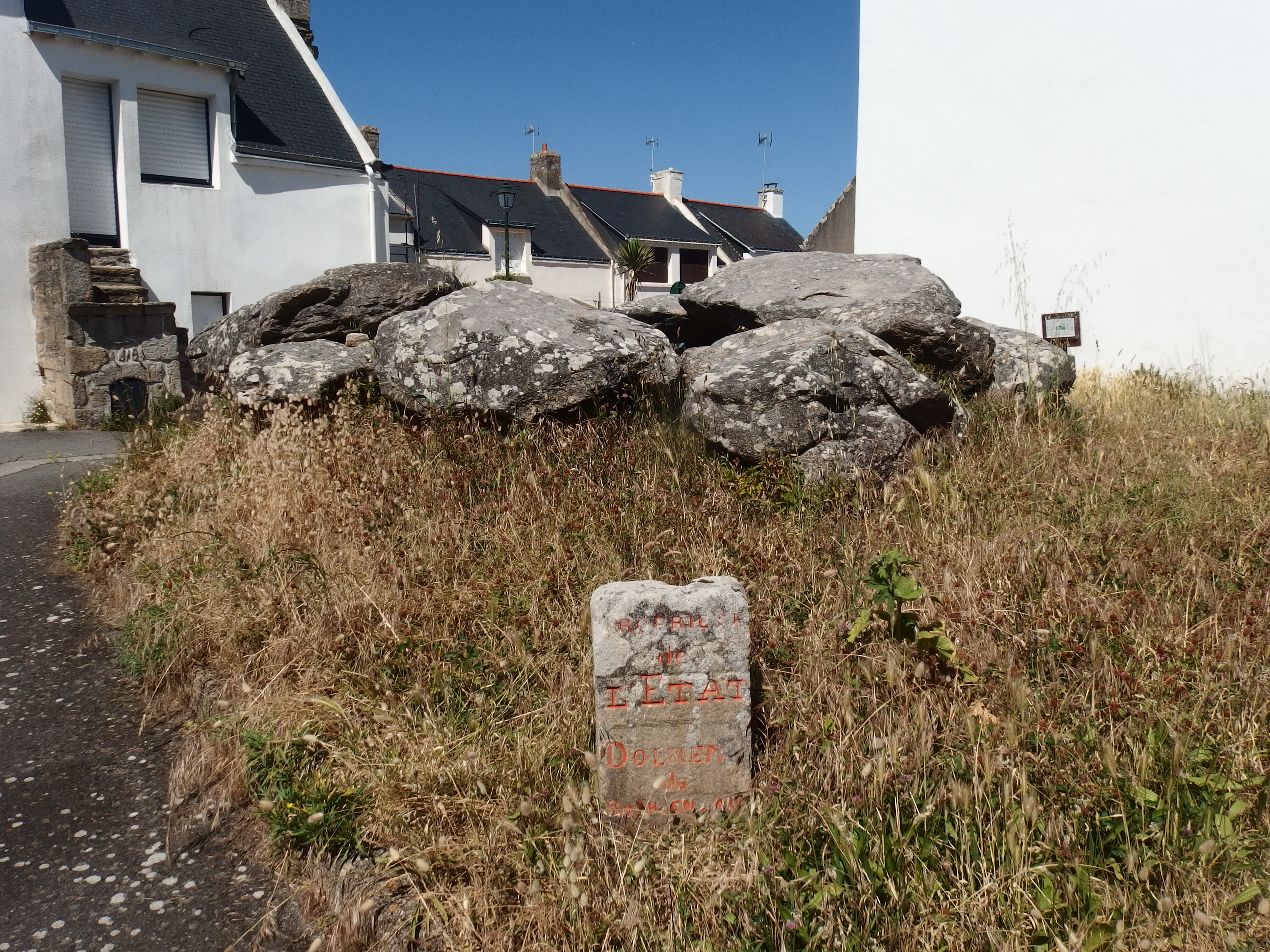
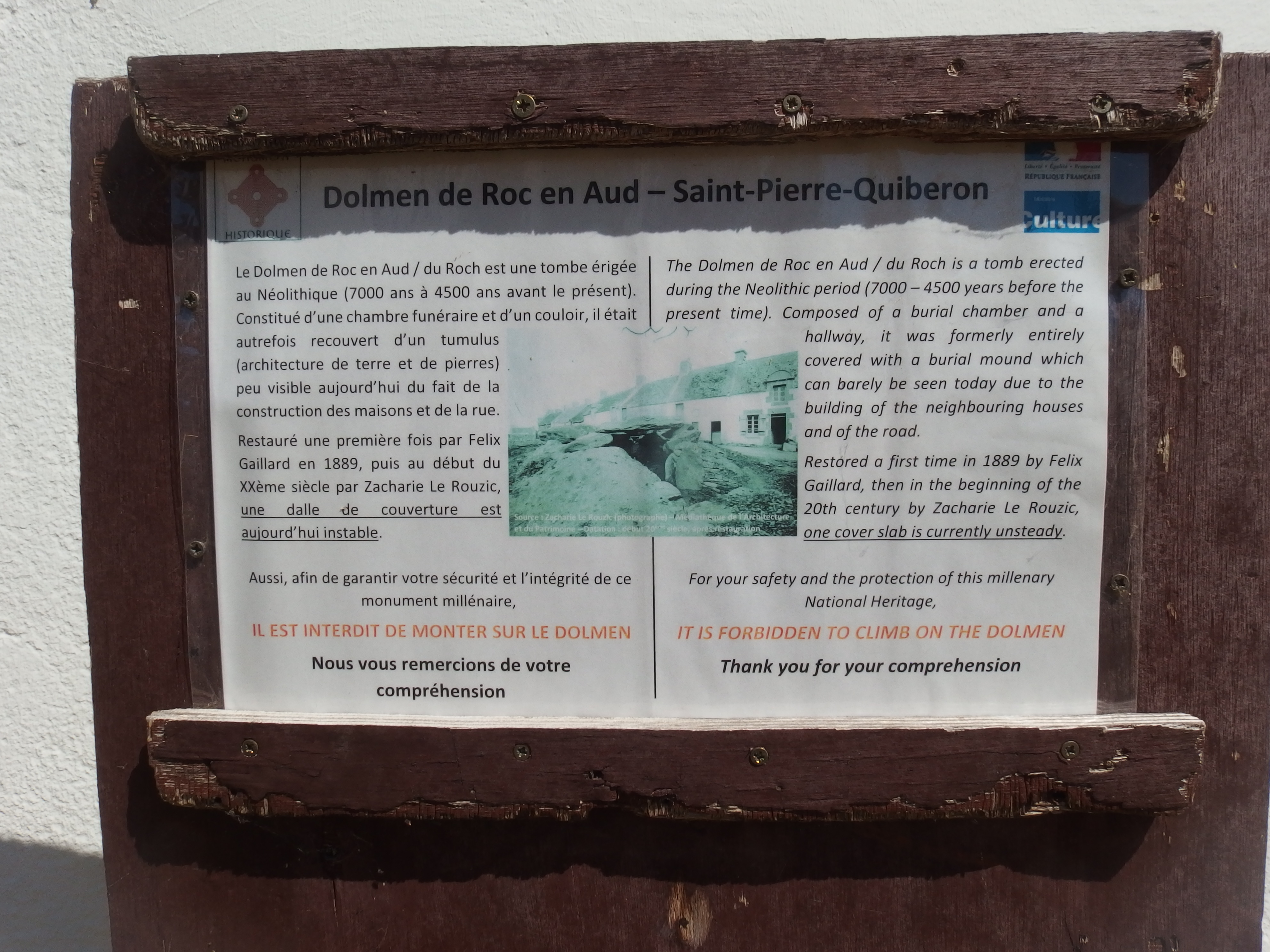
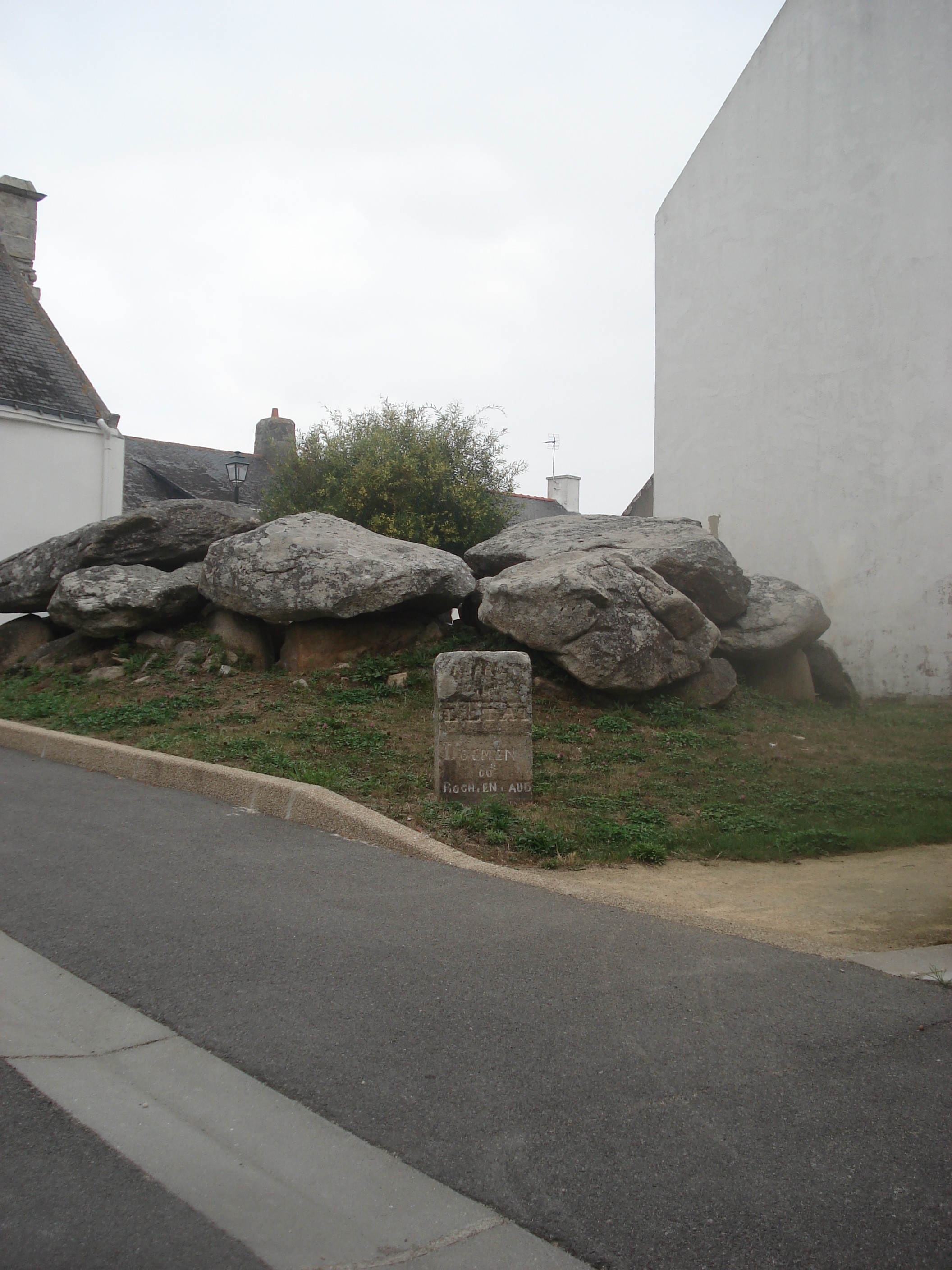